# Mariza (Oblast Sofia)
Mariza (bulgarisch Марица) ist ein Dorf in Westbulgarien in der Oblast Sofia, in der Gemeinde Samokow. Das Dorf liegt in einer Gebirgsgegend, 14 km südöstlich von Samokow und 10 km westlich von Kostenez Banja.

## Geschichte
Früher hieß das Dorf Machala (bulgarisch Махала). Es entstand Mitte des 16. Jahrhunderts am Fuße des Rilagebirges am Oberlauf des Mariza-Flusses, unweit von Samokow. Im Dorf gab es Manufakturen für Eisengewinnung, die durch die Gesetze von Süleyman I. geschützt waren. Von 1570 bis in die 1580er Jahre blühte das Dorf auf. Zu dieser Zeit wurde die Kirche "Heiliger Nikolai Erzbischof Nikolaus von Myra" (bulgarisch Св. Николай архиепископ Мирликийски) erbaut, die wertvolle Wandmalereien aus dem 16. und frühen 19. Jahrhundert hat. Die Wandmalereien wurden 1968 zum Denkmal der darstellenden Kunst erklärt.